# 文莱国旗
汶萊國旗以黃色為背景，加上一個黑色以及白色的平行四邊形，在兩個平行四邊形的上有一個國徽，國徽中有一支小旗、一個華蓋、一雙手、一棵棕櫚樹、一對翼、一個紅色的上弦月和一句阿拉伯語標語「在神的指引下永遠服務」，兩者都顯示出汶萊主要的宗教信仰為伊斯蘭教。
黃色是該國傳統的顏色；黑色和白色的平行四邊形是為了紀念汶萊歷史上兩位維塞爾（即大臣，原有四個維塞爾，但是其中兩個維塞爾在啟用國旗前去世）共政的事；小旗與華蓋是君王的標誌；一對紅色翼守護著國家的正義、寧靜、繁榮以及和平；上弦月的左右方有一雙手，象徵了政府提升人民生活繁榮的保證；而於新月下方的捲紋上则为「汶萊和平之國」的字樣。

陸軍旗
軍艦旗

## 國旗格式
| 顏色標準     | 黃        | 白          | 黑      | 紅        |
| ------------ | --------- | ----------- | ------- | --------- |
| Pantone      | 102       | N.A.        | Black   | 032       |
| 網頁顏色標準 | #FCE300   | #FFFFFF     | #000000 | #EF3340   |
| RGB          | 252-227-0 | 255-255-255 | 0-0-0   | 239-51-64 |

## 歷代國旗
汶萊於1888年成為了英國的保護國，在1906年之前，其國旗只是由純黃色所組成，及後加上了黑白兩色的平行四邊形。而現時的國旗是於1959年9月形成，在旗的中央加上了國徽，1984年元旦，汶萊正式脫離了英國的統治，獨立後沿用了該面旗幟。
- 1888年-1906年
- 1906年-1959年
- 1959年-至今

## 相關旗幟
- 森美蘭州旗